# US Talence Athlétisme
« Stade Pierre-Paul Bernard  » redirige ici. Pour les autres significations, voir Stade Pierre-Paul Bernard  (homonymie) et Décastar.
L'US Talence Athlétisme, en forme longue Union Sportive Talence Athlétisme est un club d'athlétisme français basé à  Talence, près de Bordeaux. Le club évolue en Élite 1 et en 2024, il se classe 36e des clubs français.
L'US Talence Athlétisme accueille environ 900 licenciés (pour la saison 2023-2024).

## Histoire
Le club a été créé en 1976 par la ville de Talence.

### Organisation
- UST
  - Formations des jeunes
    - Baby Athlé (Éveil)
    - École d'athlétisme (Poussins)
    - Benjamins
    - Minimes

  - Compétition-Piste
    - Demi-fond
    - Sprint/Haies
    - Sauts
    - Lancers
    - Epreuves combinées
    - Handisport
    - Athlé découverte
    - Marche athlétique

  - Running et Trail
  - Forme et Santé

### Athlé Forme et Santé
Outre une volonté de faire de la compétition, l'US Talence Athlétisme propose aussi une autre forme d'athlétisme avec ses Ateliers Forme et Santé.
L'Athlé Forme et Santé est une pratique de l'athlétisme promue par la Fédération française d'athlétisme depuis 2007, qui comprend des activités telles que le yoga, la gymnastique douce, le stretching, la remise en forme, la marche nordique...

## Infrastructures

### Stade Pierre Paul Bernard
Depuis sa création, l'US Talence est résident du stade Pierre-Paul-Bernard aussi appelé stade de Thouars.
C'est en 1976 que le stade Pierre-Paul-Bernard a été inauguré et depuis lors, il accueille tous les ans le Décastar,.
Il est nommé en l'honneur de Pierre-Paul Bernard (1923-2003), conseiller municpal aux sports de Talence et fondateur du club.
Grâce au Décastar, le stade Pierre-Paul-Bernard a été le théâtre de deux records du monde en décathlon : celui de Marie Collonvillé en 2004 pour le premier décathlon féminin international, et celui de Kévin Mayer en 2018.
Depuis 2014, il accueille également le Meeting international d'athlétisme handisport open Nouvelle-Aquitaine,. La dernière édition s'est déroulée le samedi 29 juin 2024, organisée par le club et le Comité régional handisport de Nouvelle-Aquitaine.
En juin 2021, Bordeaux Métropole, propriétaire du stade, lance un vaste projet de rénovation du stade. En effet, c'est un projet à 17 millions d'euros qui a permis notamment de passer la piste de 6 à 8 couloirs,.
Il est également labellisé Terre de Jeux (Centre de Préparation aux Jeux olympiques d'été de 2024). La délégation belge d'athlétisme devrait s'entrainer du 22 juillet au 4 août 2024.
Les 13 et 14 juillet 2024, l'Open de France et, en parallèle, le 1er championnat de France de décathlon féminin ont eu lieu à Talence,.
Par ailleurs, pour la première fois de son histoire le stade accueillera les Championnats de France d'athlétisme 2025 « Élite » du 1er au 3 août 2025.

### GAMMA
Le Groupe d'Arts Martiaux, de Musculation et d'Athlétisme (GAMMA), d'une superficie de 4 000 m2, a été inauguré en septembre 2023.
Il comprend: 
- un dojo de 432 m2 avec 2 aires de combat (arts martiaux).
- une salle de musculation de 286 m2 avec 4 espaces : appareils libres, étirements, cardio-training, haltérophilie (musculation).
- une halle d’entraînement de 2 000 m2, avec 6 pistes d’échauffement de 80 mètres, une aire de lancer et 3 zones de sauts dédiées à la longueur, triple saut, hauteur et à la perche (athlétisme)[19].

Le complexe inclut également un espace convivial de 139 m2 et un espace de restauration de 106 m2, ainsi que des vestiaires et des locaux administratifs pour les services municipaux et les associations, dont l'ADEM, organisatrice du Décastar.

Photos GAMMA
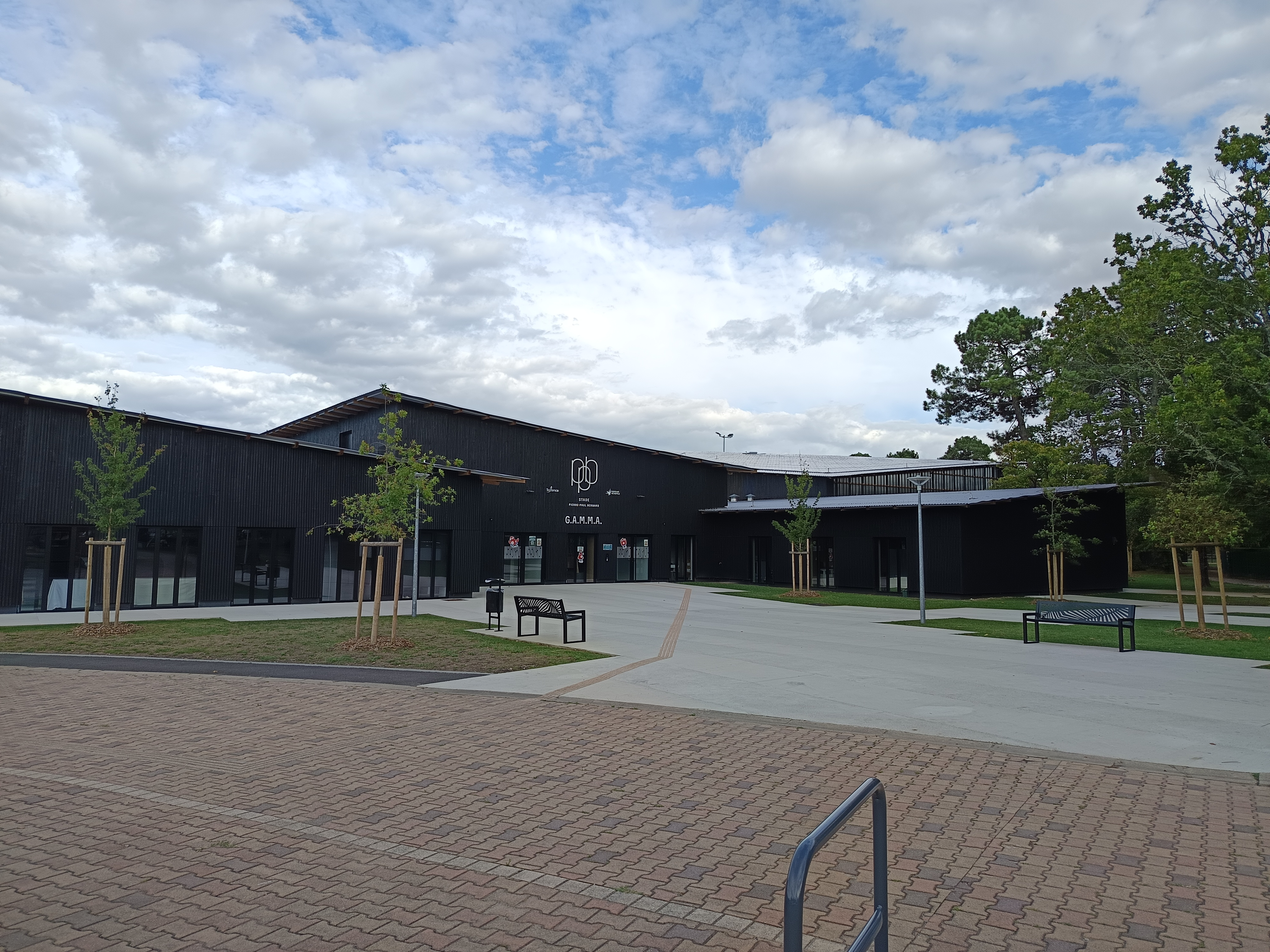
Entrée du GAMMA
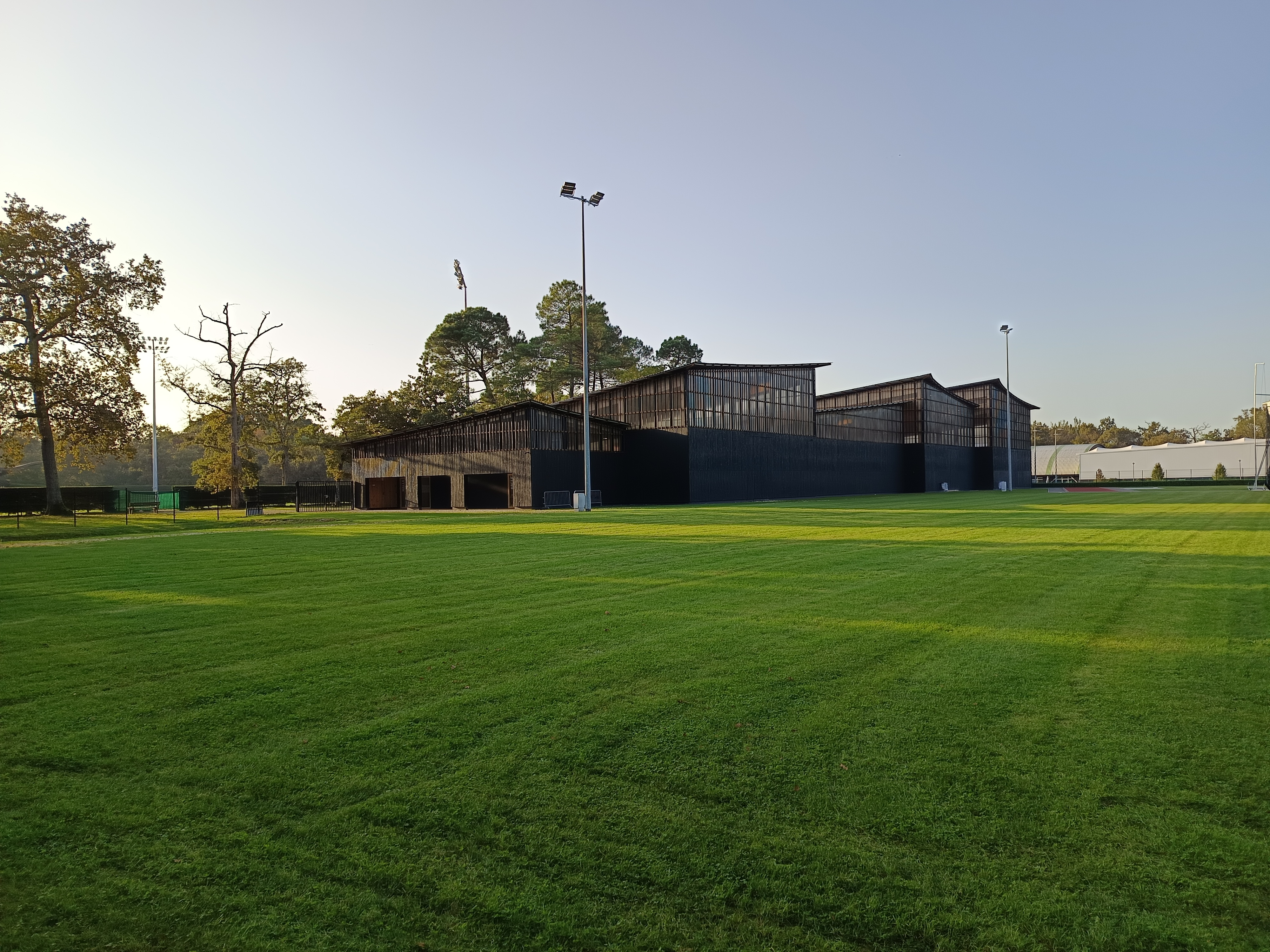
GAMMA
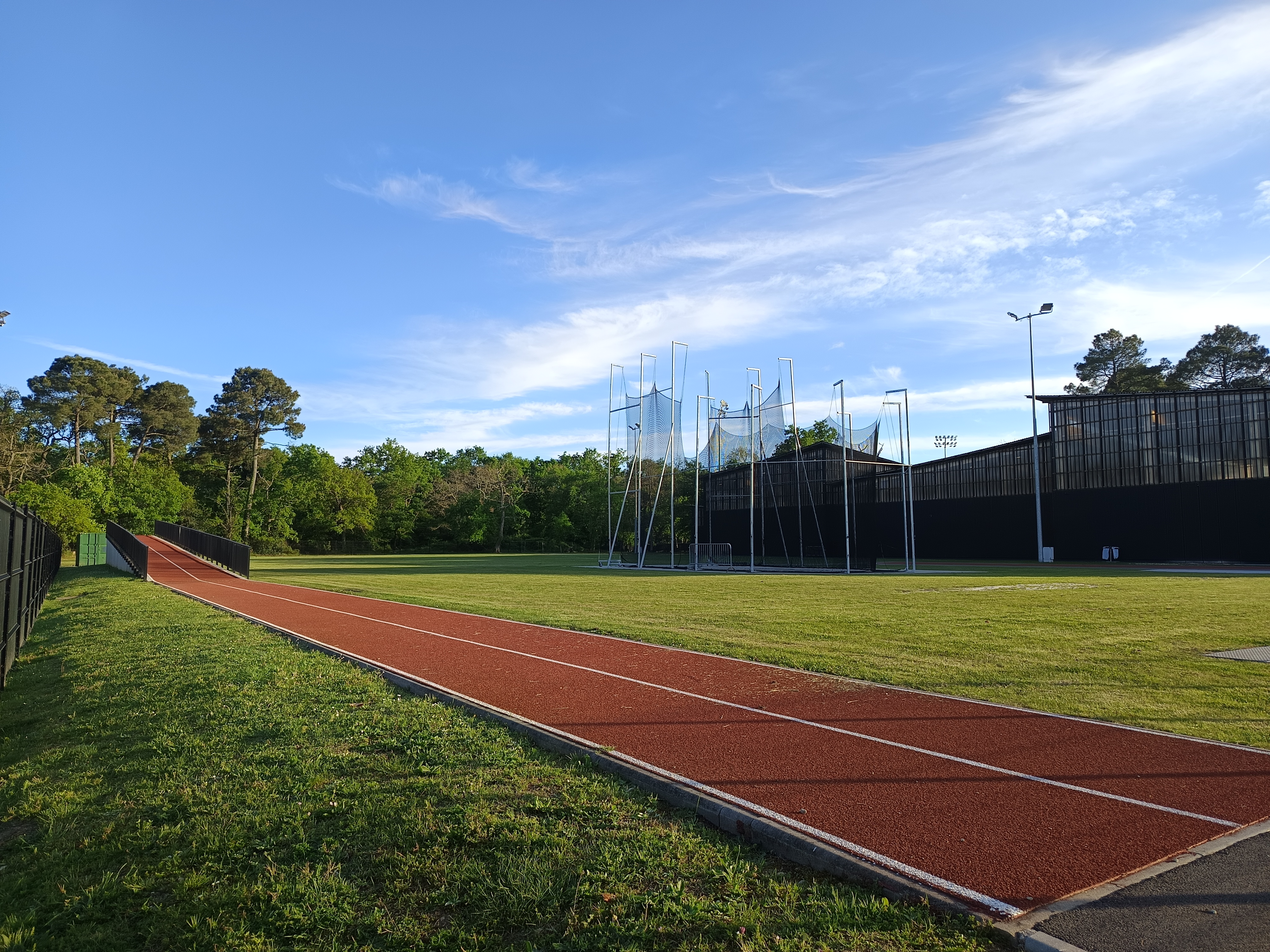
Zone extérieure - GAMMA

À cela s'ajoute une zone extérieure comprenant trois aires de lancer (javelot, poids, disque et marteau) et une piste de décélération et d’accélération.

## Classements

### Saisons interclubs de l'US Talence Athlétisme depuis 2013
| Saison    | Niveau                                               | Groupe        | Classement | Total de points                       |
| --------- | ---------------------------------------------------- | ------------- | ---------- | ------------------------------------- |
| 2012-2013 | Interclubs Championnats de France interclubs N1C     | Montante      | 3e         | 715,5 points ( classement à la place) |
| 2013-2014 | Interclubs Championnats de France interclubs N1B     | en stagnation | 6e         | 617,5 points ( classement à la place) |
| 2014-2015 | Interclubs Championnats de France interclubs N1B     | Montante      | 1er        | 719,5 points ( classement à la place) |
| 2015-2016 | Interclubs Championnats de France interclubs N1A     | Poule B       | 2e         | 59 929 points                         |
| 2016-2017 | Interclubs Championnats de France interclubs N1A     | Montante      | 1er        | 61 318 points                         |
| 2017-2018 | Interclubs Championnats de France interclubs Elite 2 | en stagnation | 4e         | 61 610 points                         |
| 2018-2019 | Interclubs Championnats de France interclubs Elite 2 | Montante      | 1er        | 60 970 points                         |
| 2019-2020 | Annulés                                              |               |            |                                       |
| 2020-2021 | Annulés                                              |               |            |                                       |
| 2021-2022 | Interclubs Championnats de France interclubs Elite 1 | Descente      | 7e         | 60 322 points                         |
| 2022-2023 | Interclubs Championnats de France interclubs Elite 2 | Poule         | 3e         | 61 155 points                         |
| 2023-2024 | Interclubs Championnats de France interclubs Elite 2 | Montante      | 2e         | 61 975 points                         |
| 2024-2025 | Interclubs Championnats de France interclubs Elite 1 | Descente      | 7e         | 62 771 points                         |

### Classement du club depuis 2010
| Année | Total de points | Classement |
| ----- | --------------- | ---------- |
| 2010  | 2 216 points    | 140e       |
| 2011  | 2 567 points    | 116e       |
| 2012  | 3 201 points    | 86e        |
| 2013  | 3 695 points    | 69e        |
| 2014  | 4 380 points    | 59e        |
| 2015  | 5 338 points    | 43e        |
| 2016  | 5 933 points    | 36e        |
| 2017  | 6 881 points    | 20e        |
| 2018  | 7 298 points    | 19e        |
| 2019  | 8 125 points    | 16e        |
| 2020  | 5 426 points    | 16e        |
| 2021  | 5 026 points    | 33e        |
| 2022  | 6 023 points    | 38e        |
| 2023  | 6 320 points    | 35e        |
| 2024  | 6 520 points    | 36e        |
| 2025  | 7 217 points    | 33e        |

## Personnalités du club

### Présidents
- Claude Delage (Pdt 2008 à 2023)[48]
- Patrick Moine (Pdt 2023 à 2024)
- Michaël Molinari (Pdt depuis 2024)

### Équipe 2024
| Entraineurs du club en 2024 | Athlètes internationaux du club en 2024, |
| --- | --- |
| - Chrystophe Adonai (sprint, haies, sauts: longueur, triple) - Jean-Louis Alliot (demi-fond) + Formation des entraineurs - Erika Augustin (sprint, haies) - Nicolas Barthelemy (sprint, haies, lancers) - Salvador Carreras (demi-fond, marche athlétique) - Franck Copy (sprint, haies, sauts: longueur, triple) - Victor Da Costa (lancers) - Frédéric Demaneche (sprint, haies) - Yannick Dupouy (demi-fond) - Théo Gaboreau (perche) - Laurent Girardeau (perche) - Ali Larbi (Athlé découverte) - Nicolas Lacaze (lancers) - Arnaud Lopez (sprint, haies) + Remise en forme - Sébastien Martin (trail) - Philippe Matelot (demi-fond) - Sébastien Peyen (demi-fond, handisport, running) + Responsable handisport - Arnaud Pierens (demi-fond, running) - Mathias Rouanet (hauteur) - Emmanuelle Roux (demi-fond) - Mohammed Saber (hauteur) | - William Aguessy - David Bosii - Judy Chalcou - Hugo Cerra - Étienne Daguinos - Inès Hamoudi - Axel Hubert - Marine Jacob - Corentin Magnou - Maroussia Paré - Arthur Prevost - Gabriel Tual - Mathis Vaitulukina |

## Image et identité

### Mascotte
La mascotte de l'US Talence est un sanglier en référence au blason de la ville qui en comporte un.

### Maillots

Photos maillots
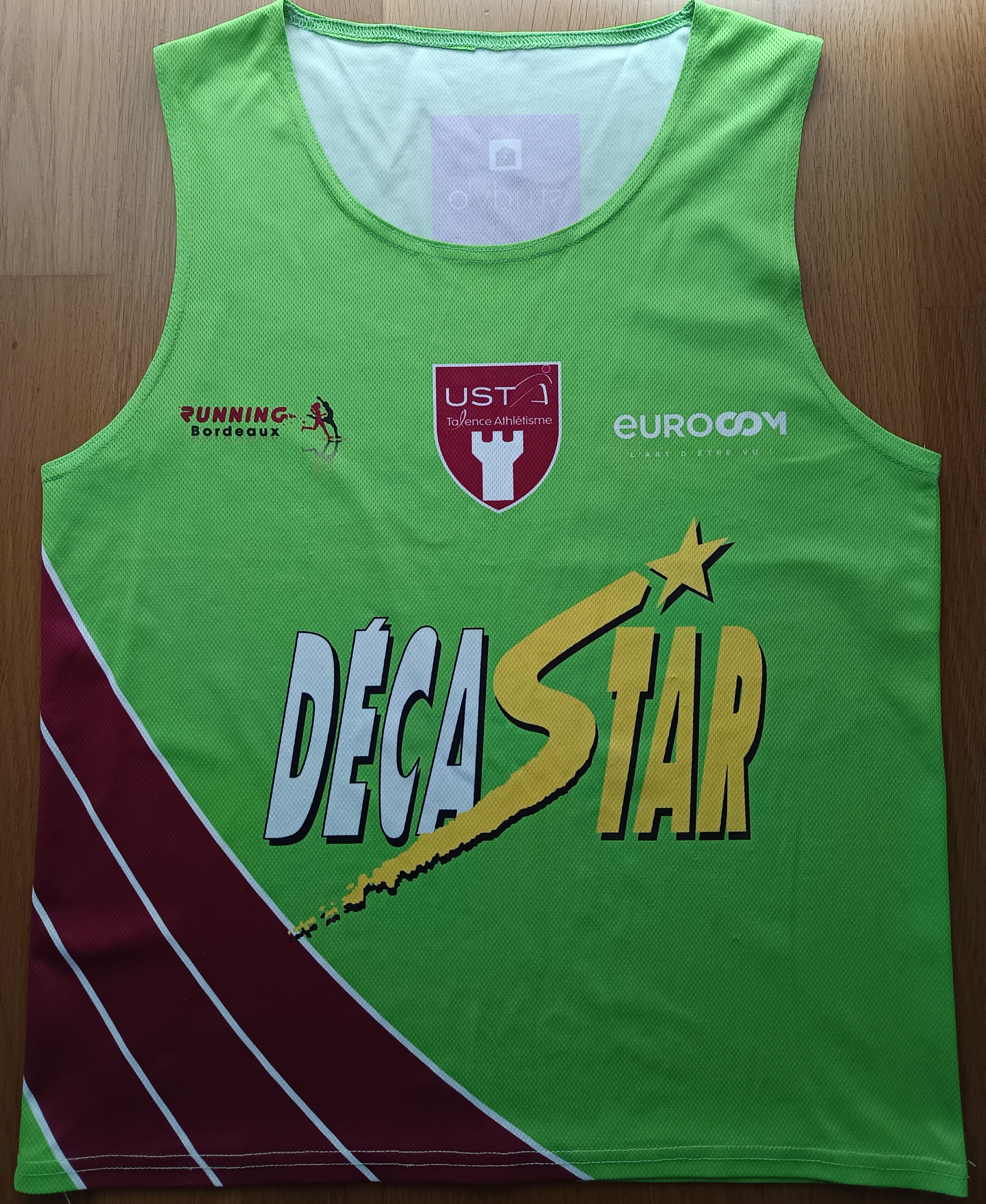
Maillot UST 2023 (face)
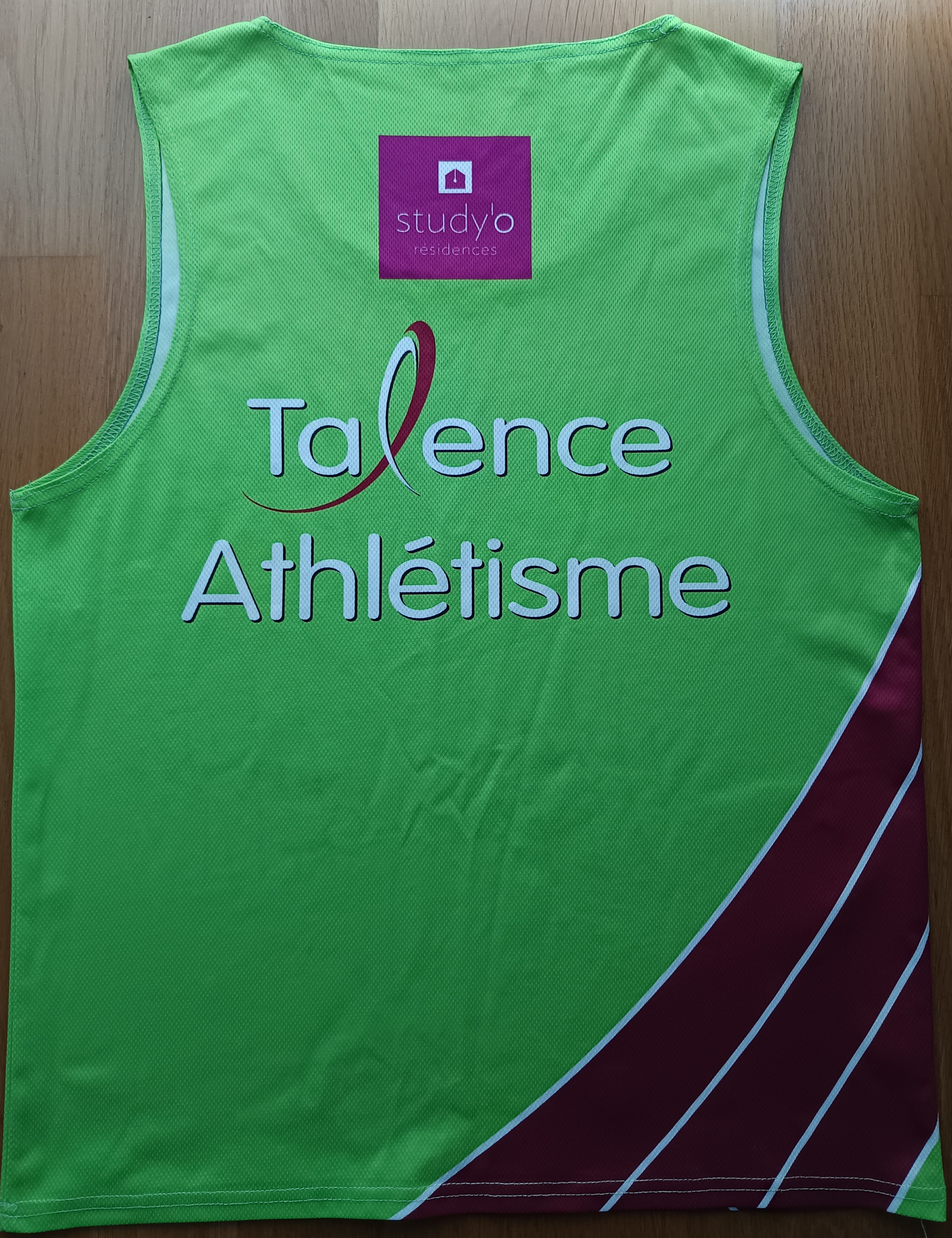
Maillot UST 2023 (dos)

### Galerie

Photos Stade
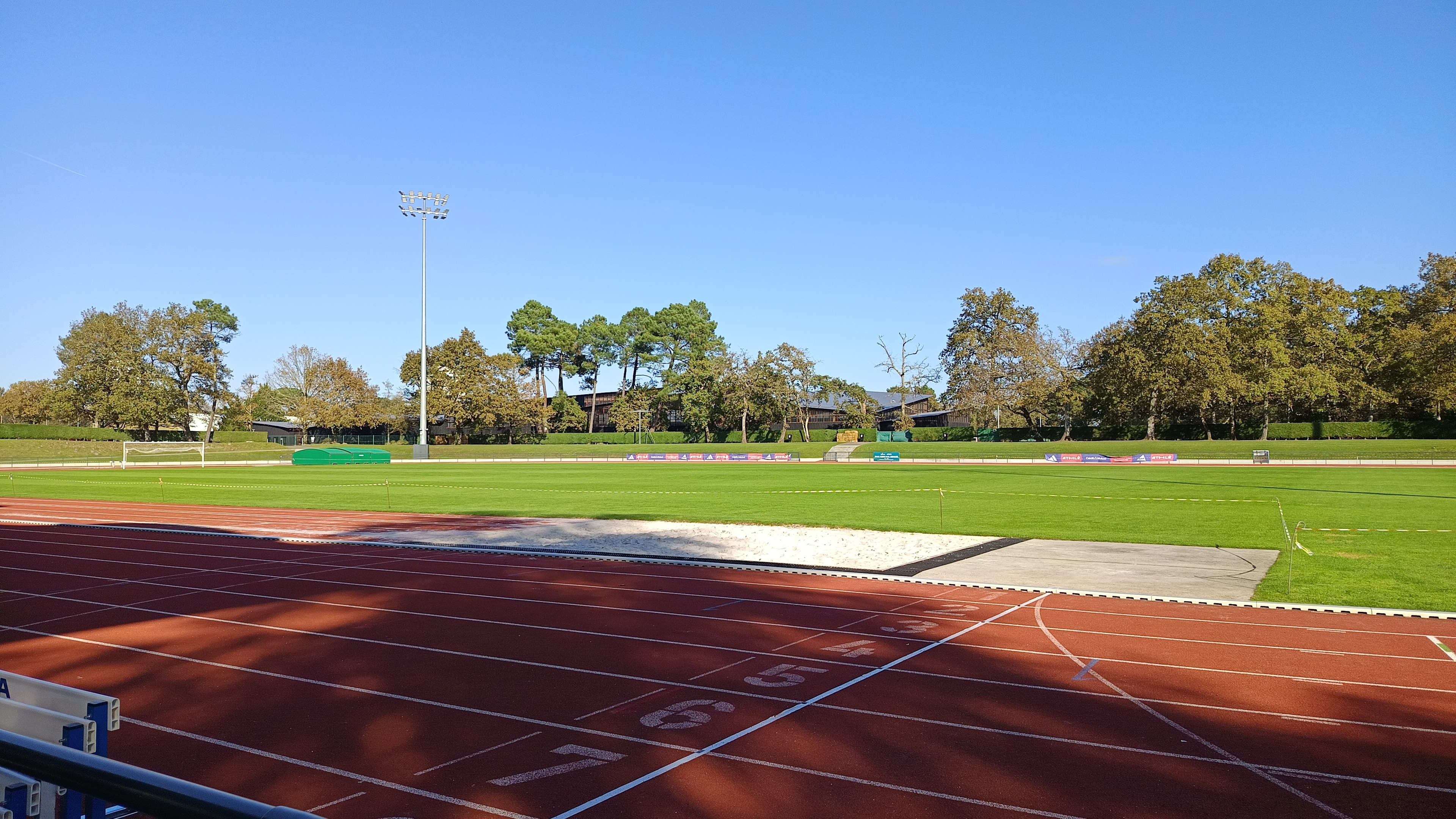
Stade de Talence
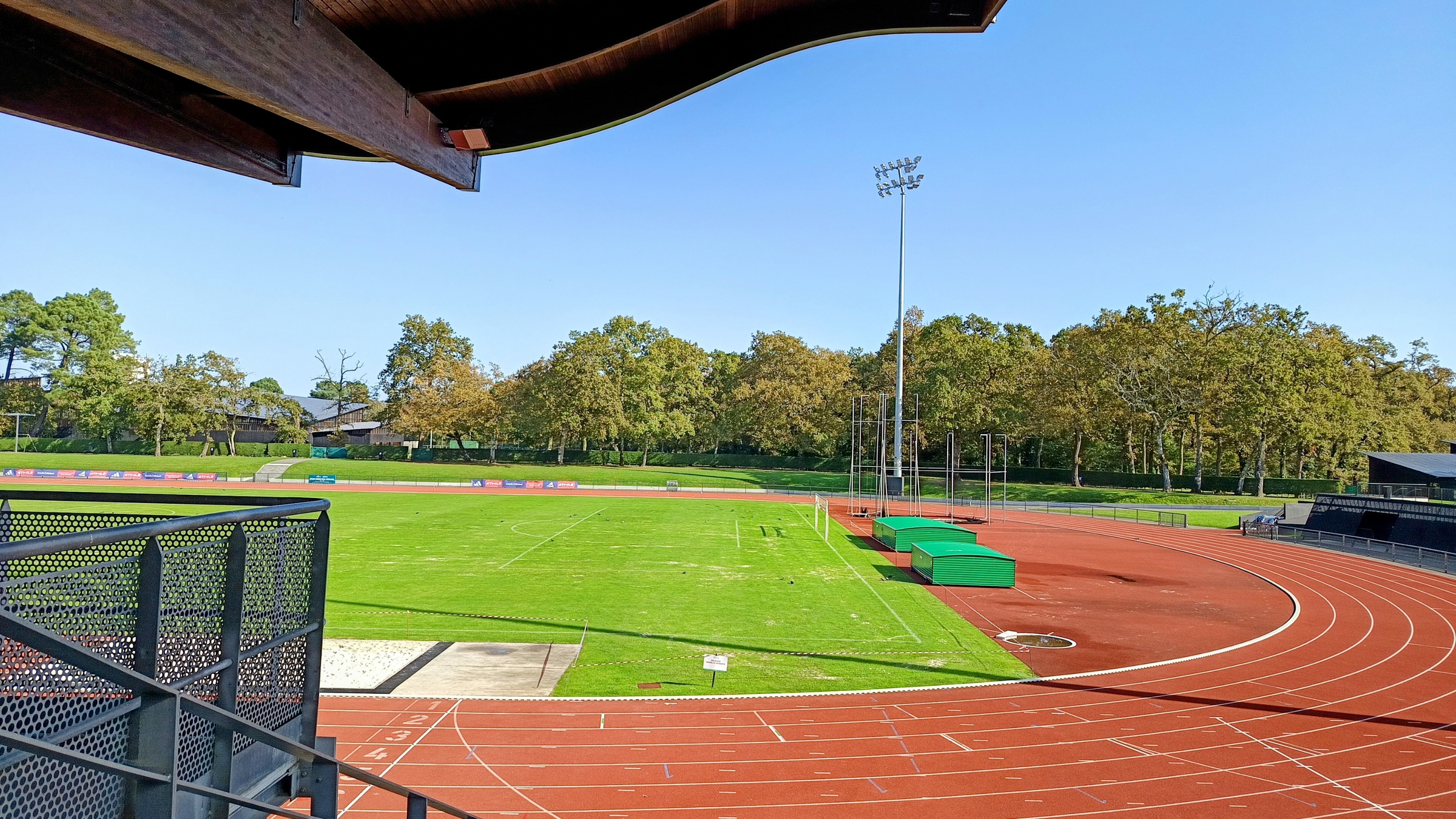
Stade Pierre Paul Bernard de Talence
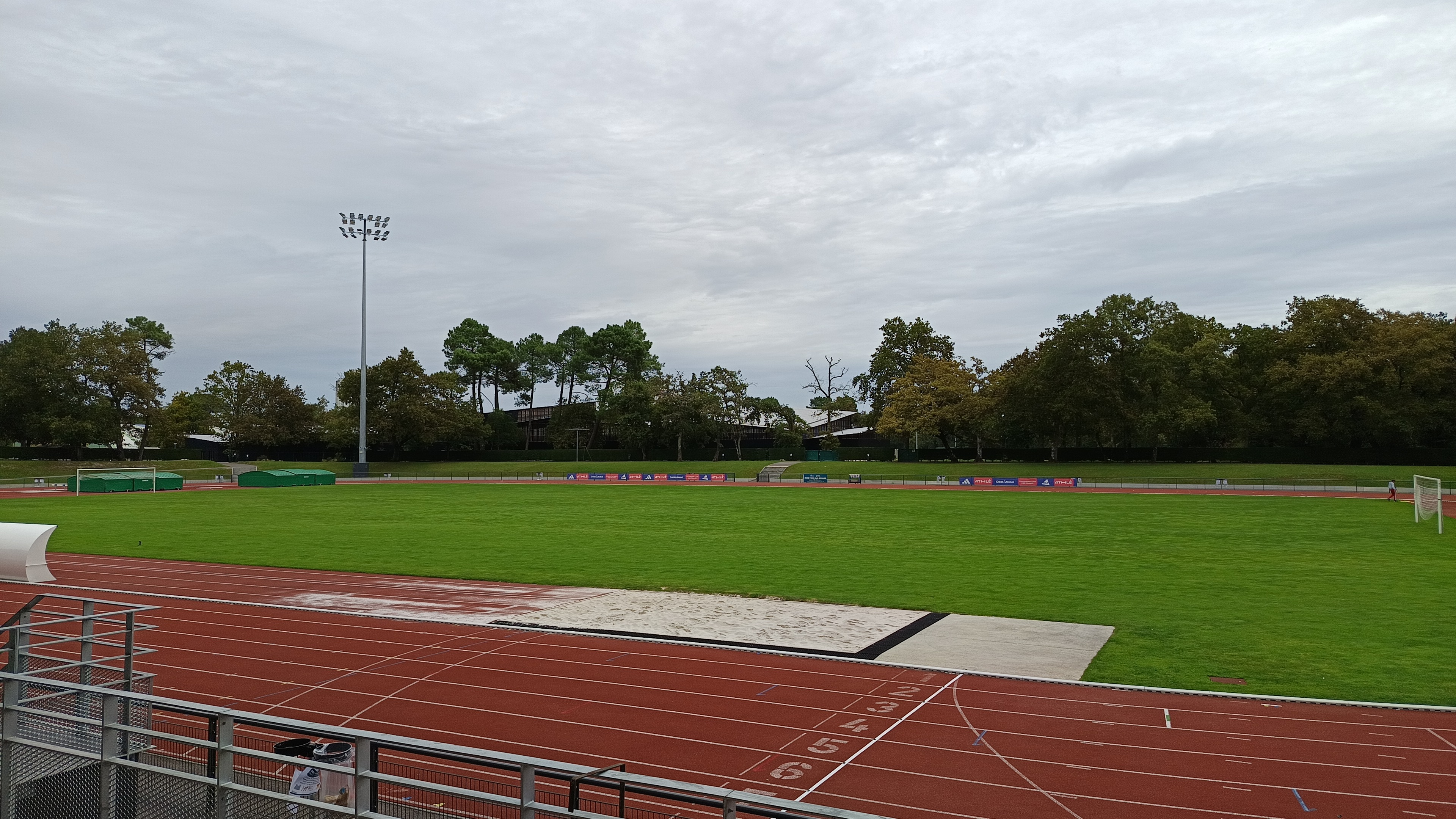
Stade Pierre Paul Bernard en 2024